# Skarb Rodzinny

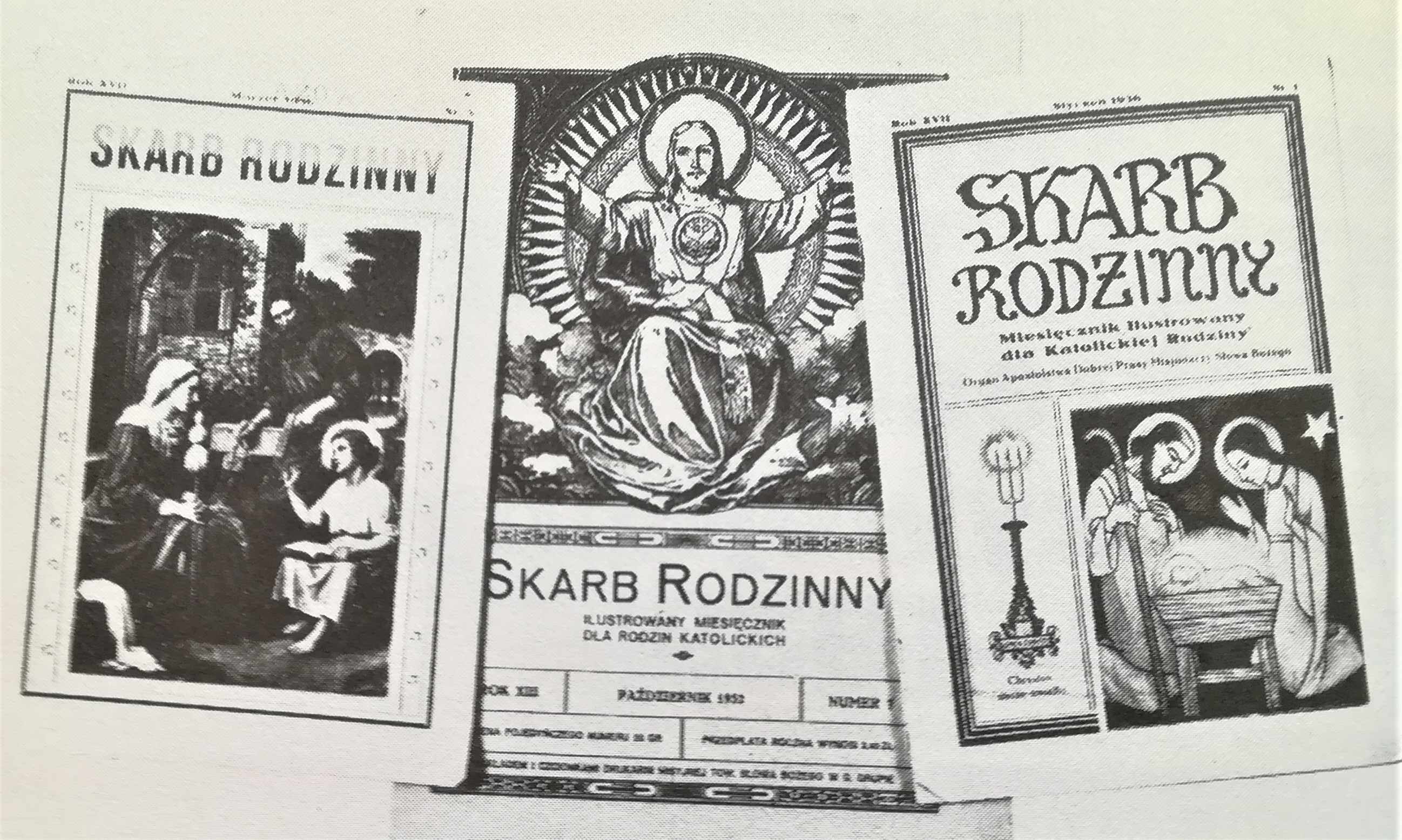
Numery z różnych lat

Skarb Rodzinny – pierwsze polskie czasopismo religijne (miesięcznik ilustrowany) zgromadzenia werbistów.
Pismo o wymiarach 18 x 25 cm adresowane było przede wszystkim dla mieszkańców Śląska, a także dla Polonii w Ameryce Północnej. Miało 32 strony i barwną, zadrukowaną na czterech stronach, okładkę. Dochód z dystrybucji czasopisma przeznaczano na cele misyjne. 
Pierwszy numer ukazał się w październiku 1919. Pierwszym redaktorem naczelnym był o. Roch Szajca. Pierwsza redakcja mieściła się Domu Misyjnym werbistów w Nysie. W kwietniu 1920 została ona przeniesiona do wydzierżawionego mieszkania w Bytomiu przy ul. Krakowskiej 13. Do września 1921 pismo drukowano w zakładzie wydawnictw katolickich Reinharda Meyera w Raciborzu, a od października 1921 w drukarni Brunona Wrzeciony w Bytomiu przy ul. Dyngosowej 25. Po podziale Górnego Śląska w 1922 Bytom znalazł się po stronie niemieckiej, gdzie działalność pisma była przez Niemców utrudniana. W 1922 drugi redaktor naczelny, o. Emil Drobny, przeniósł się do Domu Misyjnego w Rybniku, a w 1925 cała redakcja została ewakuowana do tego miasta, by jeszcze w 1925 zostać przeniesioną do Domu Misyjnego w Górnej Grupie. Powołano tu do życia nowe czasopismo werbistów – „Nasz Misjonarz”. Od tego momentu oba czasopisma połączono, a „Nasz Misjonarz” zyskał podtytuł „Skarb Rodzinny” i był drukowany do 1931 w Grudziądzu, u Wiktora Kulerskiego. Redaktorem naczelnym był o. Teodor Drapiewski.